# Archipel v plamenech
Archipel v plamenech (1884, L'archipel en feu) je historicko-dobrodružný román francouzského spisovatele Julesa Verna z jeho cyklu Podivuhodné cesty (Les Voyages extraordinaires). Česky vyšel též pod názvem Archipel v ohni.

## Obsah románu

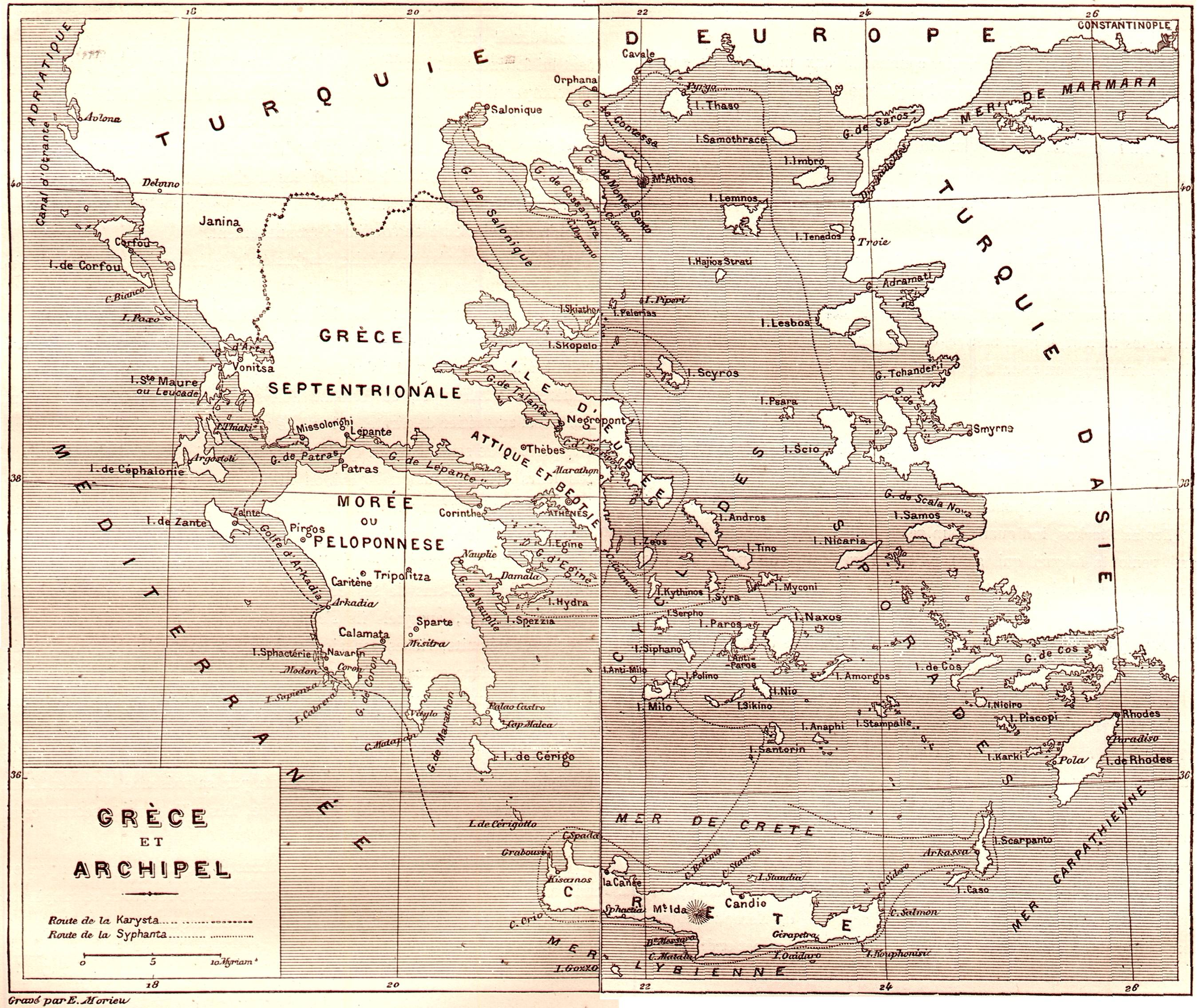
Mapa archipelu v Egejském moři z francouzského vydání románu.

Román se odehrává během řeckého povstání za samostatnost z područí turecké Osmanské říše v letech 1821 až 1829 (Archipelem se v této souvislosti rozumí souostroví v Egejském moři mezi Krétou a Malou Asií). Na pozadí těchto historických událostí sledujeme osudy mladého francouzského námořního důstojníka Henryho d'Albareta, který stojí v boji na straně Řeků. Ten v bitvě proti Turkům utrpí zranění a během své rekonvalescence se zamiluje do okouzlující Hadjine, dcery řeckého bankéře Elizunda z ostrova Korfu. Oba mladí lidé se brzy zasnoubí a chystají svatbu. Hadjine chce však za ženu také námořník Nicolas Starkos, o němž se ví, že je ve spojení s místními piráty. Jejich vůdcem je tajemný a krutý Sacratif, spojenec Turků a otrokář, který prodává své vlastní krajany do otroctví v přístavech severní Afriky. Starkos ví, že bankéř Elizundo se na Sacratifových obchodech s otroky podílí a chce skrze sňatek s Hadjine získat jeho bohatství. Nutí ho proto pod pohrůžkou vyzrazení jeho nekalých obchodů, aby mu Hadjine dal za ženu. Hadjine nechce se Starkosem mít nic společného a když starého bankéře raní mrtvice, je zbavena nutnosti vzít si ho za muže. Nechce se však provdat ani za Henryho d'Albareta, protože tvrdí, že ho kvůli hanebnému otcovu jednání není hodna. Zklamaný a nešťastný d'Albaret se vrací k vojenské službě a dostává úkol zbavit Archipel krutého piráta Sacratifa. Brzy se ukáže, že jím není nikdo jiný než Nicolas Starkos. Ten je v závěrečné bitvě zabit a Hadjine následně svolí ke sňatku s Henrym, protože vykoupila otcovu vinu (využila jeho majetek pro osvobození mnoha svých krajanů z otroctví).

## Ilustrace
Knihu Archipel v plamenech ilustroval Léon Benett.

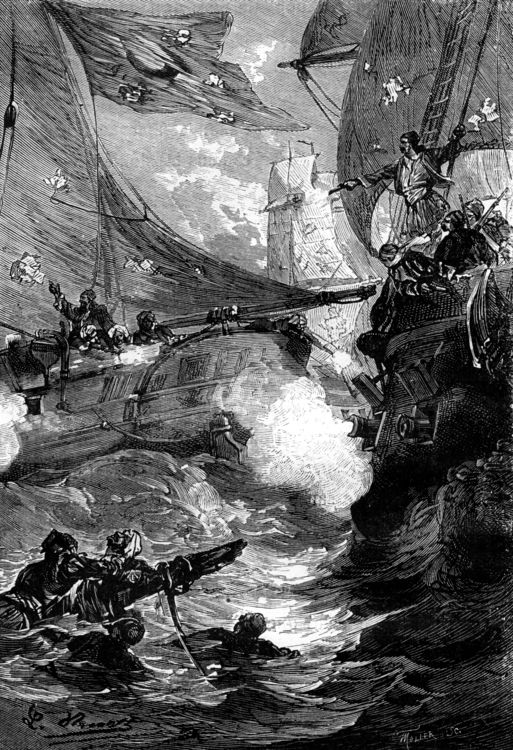
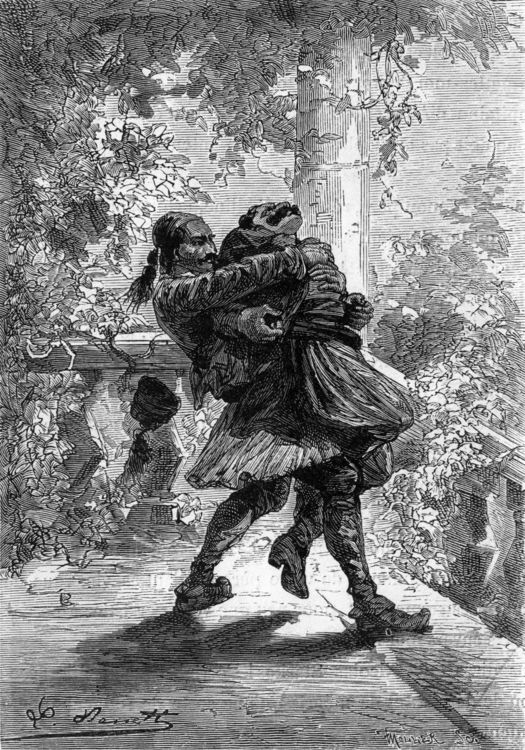
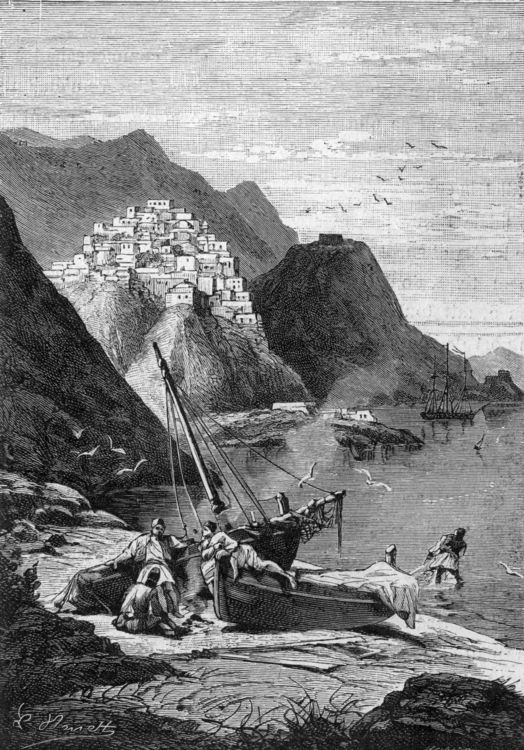
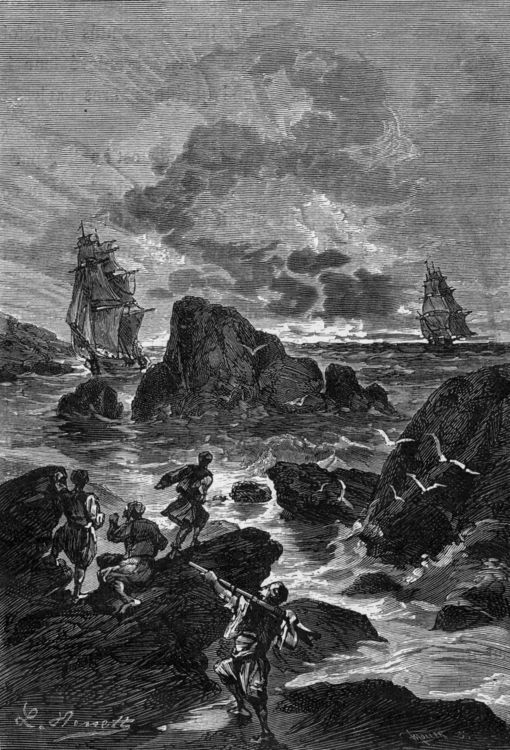
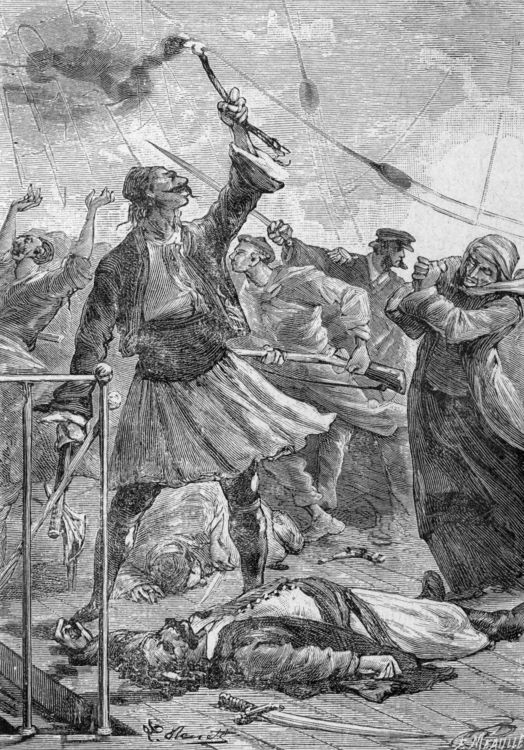

## Česká vydání
- Archipel v plameni, Bedřich Kočí, Praha 1912, přeložil Vítězslav Unzeitig,
- Archipel v ohni, Alois Hynek, Praha 1920, přeložil S. Krotký,
- Archipel v plamenech, J. R. Vilímek, Praha 1931, přeložil Vítězslav Unzeitig, znovu 1938.
- Chancellor, Archipel v plamenech, Albatros, Praha 1981, přeložil Václav Netušil,
- Archipel v plamenech, Návrat, Brno 1994, přeložil Vítězslav Unzeitig, znovu 2003.
- Archipel v plamenech, Nakladatelství Josef Vybíral, Žalkovice 2018, přeložil Vítězslav Unzeitig,
- Archipel v plamenech, Omega, Praha 2025, přeložil Vítězslav Unzeitig.